# Маклафлин, Эмбер
Э́мбер Макла́флин (англ. Amber McLaughlin; 13 января 1973 — 3 января 2023, Eastern Reception, Diagnostic and Correctional Center, Миссури) — американская трансгендерная женщина, казнённая в Миссури за изнасилование и убийство своей бывшей девушки Беверли Гюнтер. Во время преступления Маклафлин жил как мужчина, в заключении сменил пол. Она стала первым открытым трансгендером, казнённым в США.

## Биография
В 1992 году он был осуждён за сексуальное насилие над 14-летней девочкой. В 2003 году он долгое время преследовал  свою бывшую сожительницу Беверли Гюнтер. Она смогла добиться запрета на его приближение, некоторое время у неё даже была охрана. Эмбер в итоге смог её изнасиловать и убить.
На суде над Маклафлином в 2006 году присяжные зашли в тупик по вопросу о смертной казни. В большинстве штатов США это привело бы к осуждению на пожизненное заключение. Однако Миссури является одним из двух штатов (вторым является Индиана), в которых судья имеет право по своему усмотрению приговорить подсудимого к смертной казни, если присяжные зашли в тупик.
Попытки обжаловать приговор и убедить суд в своей невменяемости ничего не дали. Эмбер Маклафлин была казнена смертельной инъекцией 3 января 2023 года. Эта казнь стала первой в 2023 году в США.